# 撃 (アルバム)
『撃』（げき）は、撃鉄の1枚目のミニアルバム。2011年2月9日にPerfect Musicより発売。

## 解説
- プロデューサーは元ナンバーガールの中尾 憲太郎。
- ジャケット写真は上半身裸で佇むメンバーのビルドアップされた肉体、動物の下半身が合成されたケンタウロスのような姿。上半身に関しては特に画像加工は行われていない。
- ワイルドハーツのボーカル・ジンジャーが2011年9月にソロ・ツアーのため来日した際、Twitterにて「気になってる日本のバンドなんだけど、こいつらマジでこんな事やってんの？」と『撃』のフライヤー写真を添付しツイート[1]。これに対し天野が「どうも！それ僕です。撃鉄です！」とコメントしてリツイートしたものの[2]、それ以降ジンジャーからの返事はなかった。

## 収録曲
1. 部屋 (3:56)
作詞・作曲：森岡義裕
2. 犬 (2:16)
作詞：天野ジョージ　作曲: 森岡義裕
  - 曲中の犬の鳴き声は本物の犬の声ではなく、森岡と近藤が犬の鳴き真似をしている。
3. ヨルテツ (3:23)
作詞：天野ジョージ　作曲：森岡義裕
4. 東京 (2:16)
作詞：森岡義裕　作曲：田代タツヤ
  - 歌詞中の「1985年」とはメンバーの生まれた年である（ただし田代のみ1983年生まれ）。
5. 場違い (2:11)
作詞：天野ジョージ　作曲：田代タツヤ
6. はじまりの歌 (3:56)
作詞：天野ジョージ　作曲：森岡義裕
  - 撃鉄の楽曲の中で最も古い曲である。

全編曲：撃鉄